# ایزاک دو بانکوله
ایزاک دو بانکوله (انگلیسی: Isaach de Bankolé؛ زادهٔ ۱۲ اوت ۱۹۵۷) هنرپیشه اهل کشور ساحل عاج است. والدین این بازیگر یوروبایی و اهل کشور بنین هستند. وی از سال ۱۹۸۴ میلادی تاکنون مشغول فعالیت بوده‌است. از فیلم‌هایی که وی در آن نقش داشته است، می‌توان به کازینو رویال، مرزهای کنترل، گوست داگ: سلوک سامورایی، لباس غواصی و پروانه، شکلات، نزاع در سیاتل، قهوه و سیگار، خروج فرانسه، قبل از اینکه اسم داشته باشد، افرادی که در عروسی از آن‌ها متنفریم، از جهان‌های دیگر و مندرلی اشاره کرد.

## جوایز
- وی برنده جایزه لژیون دونور (شوالیه) شده است.
- برنده جایزه سزار به خاطر بازی در فیلم «Black Mic Mac» - سال ۱۹۸۷